# Stade Pedro-Escartín
Le stade Pedro-Escartín (en espagnol : Estadio Pedro Escartín), également connu sous le nom de terrain de football Pedro-Escartín (en espagnol : Campo de fútbol Pedro Escartín) ou encore terrain de football municipal Pedro-Escartín (en espagnol : Campo de fútbol Municipal Pedro Escartín), est un stade de football espagnol situé à El Balconcillo, quartier de la ville de Guadalajara, en Castille-La Manche.
Le stade, doté de 8 000 places et inauguré en 1967, sert d'enceinte à domicile à l'équipe de football du Club Deportivo Guadalajara.
Le stade porte le nom de Pedro Escartín, ancien footballeur.

## Histoire
En 1965, le terrain de jeu du CD Guadalajara, le Campo del Productor, est détruit. N'ayant pas de stade, le club est alors autorisé à ne pas concourir pendant les saisons 1965-66 et 1966-67, sa place étant réservée jusqu'à la saison 1967-68.
Le stade ouvre ses portes en 1967 sous le nom de Campo del Henares (en français : Terrain del Henares), du nom du fleuve Henares situé à proximité. Il est inauguré le 17 septembre 1967 lors d'une victoire 2-1 des locaux du CD Guadalajara contre le Real Ávila (es).
Le 1er avril 1970, le stade change de nom pour se faire rebaptisé en hommage à Pedro Escartín (il porte encore son nom actuellement).
En 1974 est installé un système d'éclairage pour les matchs nocturnes, ainsi qu'une nouvelle pelouse.
La tribune nord est rénovée en 2007.
En 2011, la capacité du stade est étendue à 8 000 spectateurs.

## Événements

### Matchs internationaux de football
| Date           | Compétition                           | Équipes                             | Score | Affluence |
| -------------- | ------------------------------------- | ----------------------------------- | ----- | --------- |
| 7 avril 2010   | Qualifs. coupe du monde féminine 2011 | Espagne féminine — Turquie féminine | 5-1   | —         |
| 8 février 2011 | Match amical                          | Espagne espoirs — Danemark espoirs  | 2-1   | —         |

### Matchs internationaux de rugby à XV
| Date             | Compétition  | Équipes                            | Score | Affluence |
| ---------------- | ------------ | ---------------------------------- | ----- | --------- |
| 3 juin 2017      | Match amical | Espagne — Angleterre Counties XV   | 28-45 | 2 500     |
| 11 novembre 2017 | Match amical | Espagne féminine — France féminine | 0-97  | —         |

### Concerts donnés au stade Pedro-Escartín
| Artiste                                                 | Date              |
| ------------------------------------------------------- | ----------------- |
| David Bisbal & Chenoa                                   | 2002              |
| Elton John                                              | 30 juin 2005      |
| Juanes, La Oreja de Van Gogh, Jorge Drexler & Coti (es) | 9 juillet 2005    |
| Melendi                                                 | 14 septembre 2019 |
| M Clan                                                  | ?                 |